# Raionul Popasna, Luhansk
Popasna (în ucraineană Попаснянський район, transliterat: Popasneanskîi raion) este un raion în regiunea Luhansk, Ucraina. Reședința sa este orașul Popasna.

## Demografie
Componența lingvistică a raionului Popasna
     Ucraineană (64,08%)
     Rusă (35,6%)
     Alte limbi (0,14%)
Conform recensământului din 2001, majoritatea populației raionului Popasna era vorbitoare de ucraineană (64,08%), existând în minoritate și vorbitori de rusă (35,6%).